# Homonota borellii
Homonota borellii är en ödleart som beskrevs av  Mario Giacinto Peracca 1897. Homonota borellii ingår i släktet Homonota och familjen geckoödlor. Inga underarter finns listade i Catalogue of Life.